# آلیسویل

محل آلاباما در آمریکا

محل شهر در آلاباما.

آلیسویل شهری است در ایالت آلاباما در کشور آمریکا. با توجه به اطلاعات اداره آمار آمریکا مساحت آن در حدود ۱۱٫۶ کیلومترمربع است.

## مردم‌شناسی
با توجه به آمار سال ۲۰۰۰ جمعیت آن ۲۵۶۷ نفر، ۹۷۸ خانواده در آن ساکن هستند.
تعداد ۱۰۹۲ واحد خانه در هر مساحت تقریبی (۹۳،۷akm²) قرار دارد.
۳۰،۲% درصد از خانواده‌های فرزند زیر ۱۸ سال داشتند که از این تعداد ۳۴،۲% درصد زوج بوده و ۲۸،۲% درصد زنان بدون شوهر و ۳۳،۹% درصد نیز غیر خانواده بودند. 
متوسط درآمد یک خانواده در حدود ۲۳،۲۳۳ دلار آمریکا است و زنان درآمد متوسط ۲۵،۱۱۴ دلار آمریکا و مردان درآمد متوسط ۱۵،۹۵۲ دلار آمریکا بدست می‌آورند.